# Naoko Yamazaki
Naoko Yamazaki (Matsudo, Giappone, 27 dicembre 1970) è un'ex astronauta e ingegnere giapponese.
Ha volato sulla missione STS-131 dello Space Shuttle in qualità di specialista di missione.